# Friedheim (Gumtow)
Friedheim ist ein bewohnter Gemeindeteil im Ortsteil Dannenwalde der Gemeinde Gumtow im Landkreis Prignitz in Brandenburg.

## Geografie
Der Ort liegt drei Kilometer westlich von Dannenwalde, sechs Kilometer nordwestlich von Gumtow und 23 Kilometer ostsüdöstlich von Perleberg entfernt. Er befindet sich am Westrand der Gemarkung von Dannenwalde und am nordwestlichen Rand vom Naturraum Kyritzer Platte, einem Teil von Prignitz und Ruppiner Land. In der hier vorherrschenden offenen Agrarlandschaft findet sich nur östlich ein kleineres Waldgebiet.
Auf einem kleinen in Nord-Süd-Richtung verlaufenden und um die 70 Meter hohen Höhenrücken liegend, fällt das die Siedlung umgebende Gelände zu fast allen Seiten hin merklich ab. Davon ausgenommen ist nur der in Richtung Osten führende Ausläufer nach Dannenwalde. Die den Höhenrücken umgebenden Niederungen sind im Nordosten der Dannenwalder Bach, im Südosten und Süden das rund 20 Meter tieferliegende Große Luch, im Südwesten die Karthane, im Westen der Graben III/149, sowie im Nordwesten die Gräben III/152 und III/152-1.
Der Gemeindeteil setzt sich aus einem Weiler im Norden und einer davon südlich liegenden Streusiedlung zusammen. Die Nachbarorte sind Schönebeck im Nordosten, Dannenwalde im Osten, Bärensprung, Zarenthin Ausbau und Zarenthin im Südosten, Döllen, Luisenhof und Krams im Südwesten, Vettin im Westen, sowie Kehrberg im Nordwesten.

## Geschichte
Zum 30. Juni 2002 schloss sich Dannenwalde mit 15 anderen Gemeinden zur Gemeinde Gumtow zusammen. Zuvor war Friedheim ein Ortsteil von Dannenwalde und wurde durch den Zusammenschluss zu einem bewohnten Gemeindeteil der amtsfreien Gemeinde Gumtow.